# Walter Chielli
Walter Chielli (Magliano in Toscana, 9 dicembre 1925 – Grosseto, 26 ottobre 1997) è stato un sindacalista e politico italiano.

## Biografia
Nasce a Magliano in Toscana, comune della provincia di Grosseto, in quanto suo padre, Umberto, muratore, non avendo preso la tessera del partito fascista era soggetto a continui spostamenti per garantirsi un lavoro. La madre di Walter, Letizia, era in attesa di lui mentre Umberto stava partecipando alla costruzione di un ponte a Magliano in Toscana. Appena nato Walter, la famiglia Chielli torna al paese dove effettivamente risiedeva, Montepescali nel comune di Grosseto. Qui cresce assieme a suo fratello di due anni più grande, Wilter, fuochista della Marina Militare, disperso in guerra.
Nel periodo della guerra si nasconde per evitare di essere catturato dai tedeschi, cosa che accade nel 1944. Portato assieme ad altri a Roma per partecipare ad alcuni lavori, lungo il tragitto, vicino al fiume Marta, grazie ad una incursione di aerei americani, il camion che lo trasportava subisce un mitragliamento ed esce di strada, liberando così gli occupanti ostaggio dei tedeschi. Walter viene ferito al braccio e con lui muore il suo più grande amico d'infanzia. A piedi, nascondendosi dentro le macchie maremmane, ritorna a casa e qui, nascondendosi spesso nel bosco e tra gli olivi che circondavano il paese di Montepescali, attende la fine della guerra che si annuncia con l'arrivo degli americani.
Trova quindi lavoro come operaio prima a "spolettare" le bombe non esplose e poi nella ripulitura dei fossi.
Ma la sua grande passione era leggere e scrivere, anche se la situazione sino ad allora gli aveva concesso solo di frequentare le scuole elementari e letture "rubate" di autori inglesi ed americani proibiti.
Il caso volle che gli fu offerto di studiare alla Scuola delle Frattocchie. L'occasione fu così ghiotta per lui che non se la lasciò sfuggire. Nel 1945 si iscrive al P.C.I. a parte per la scuola. Ritorna dopo circa un anno e gli viene affidato l'incarico di Segretario politico della sezione PCI di Roccastrada. Prende incarico il primo maggio. Fu un bagno di folla da "brivido". Ricordando spesso quel momento, diceva che preso dall'emozione, lui giovane ed inesperto politicante, si salvò recitando a memoria frasi di Lenin imparate alle Frattocchie. Rimase in quel ruolo per un anno, ma il suo interesse era orientato verso la difesa dei diritti della gente che lavorava e così entrò nella C.G.I.L..
Nel 1953 è membro della segreteria provinciale della Camera del lavoro di Grosseto, segretario provinciale del sindacato edili e terrazzieri e successivamente dei sindacati minatori e chimici.
Dal 1968 al 1974 è segretario generale della camera del lavoro di Grosseto e dal 1974 al 1976 segretario nazionale della Federmezzadri Affittuari e Coltivatori Diretti della CGIL.
Nel 1959 è assessore al Comune di Grosseto, sino al 1969. Membro del Comitato Federale del PCI dal 1954 e dal 1968 del Comitato Direttivo Federale di Grosseto.
Viene eletto senatore il 20 giugno 1976 nel collegio di Grosseto con 64 168 voti (cifra individuale 43,43). Rieletto senatore nel 1979 nello stesso collegio. Al Senato ha svolto il compito di segretario della Commissione Agricoltura. Conclude il proprio mandato parlamentare nel 1983.
Nel 1984 è componente dell'Ente Toscano di Sviluppo Agricolo e Forestale (ETSAF), poi della giunta esecutiva dello stesso, consigliere di amministrazione del Consorzio Viticolo Maremma e del Consorzio Agricolo Amiatino.
Nel 1985 viene eletto consigliere provinciale, incarico che detiene sino al 1990.